# Rio Chilii
O Rio Chilii é um rio da Romênia, afluente do Iapa, localizado no distrito de Neamţ.